# Une histoire qui se dessine
 (juillet 2025).
Série Le Modèle
Un dentiste exemplaire
(1998) La Cambrure
(1999)
Pour plus de détails, voir Fiche technique et Distribution.
Une histoire qui se dessine est un court métrage français de la série Le modèle, écrit et réalisé par Rosette et Éric Rohmer, sorti en 1999.

## Fiche technique
- Titre original : Une histoire qui se dessine
- Réalisation : Rosette et Éric Rohmer
- Photographie : Diane Baratier
- Son : Pascal Ribier
- Montage : Mary Stephen
- Production : Françoise Etchegaray
- Société de production : Compagnie Éric Rohmer
- Pays d'origine :  France
- Langue originale : français
- Format : couleur - Digital Video - Son stéréo
- Durée : 10 minutes

## Distribution
- Rosette : Ninon
- Emmanuel Salinger : Vincent
- Vincent Dieutre : Pierre Vidal
- Michiko Sato : la Japonaise
- Masahiro Miyata : le Japonais